# Chiesa della Beata Vergine Addolorata (Vigevano)
La chiesa della Beata Vergine Addolorata è un edificio religioso sito a Vigevano, in provincia di Pavia e diocesi di Vigevano.

## Storia e descrizione
La prima pietra della chiesa venne posta dal vescovo Giorgio Odescalchi il 3 maggio 1613. Originariamente si trattava di una piccola cappella sita al di fuori della porta di Cicerino, o porta Cesarea. Nella chiesa si stabilì nel 1657 la Confraternita dei Sette Dolori su ordine del vescovo Pier Marino Sormani. Decretata l'insufficienza della vecchia cappella, nel 1699 la confraternita fece abbattere parte dell'edificio, per poterlo ampliare. La nuova costruzione fu ultimata nel 1722.
Nel 1805 venne soppressa durante le rivolte napoleoniche; i confratelli tuttavia riuscirono ad acquistare buona parte degli oggetti presenti all'interno e la chiesa stessa, non subendo gravi danni e aprendola abusivamente a partire dal 1812. Fu successivamente riaperta al culto e ridipinta da Giovanni Battista Garberini.
Ha una sola navata a croce greca, un grande altare maggiore neoclassico e un Cristo morto. All'interno è presente la statua raffigurante la Madonna dei sette dolori, proveniente dalla chiesa della Misericordia. Sono presenti anche quattro dipinti cinquecenteschi donati da monsignor Odescalchi. Numerosi oggetti d'arte provengono da chiese scomparse durante le rivolte napoleoniche. La chiesa conserva un presepe del 1800.